# Bassa Limia
Bassa Limia (ufficialmente e in galiziano Baixa Limia; in spagnolo Baja Limia) è una comarca situata nella parte sud-occidentale della provincia di Ourense, Spagna. Confina a ovest, sud e sud-est con il Portogallo, a nord con la comarca di Tierra di Celanova e a est con la Comarca della Limia.